# Maryanne Trump Barry

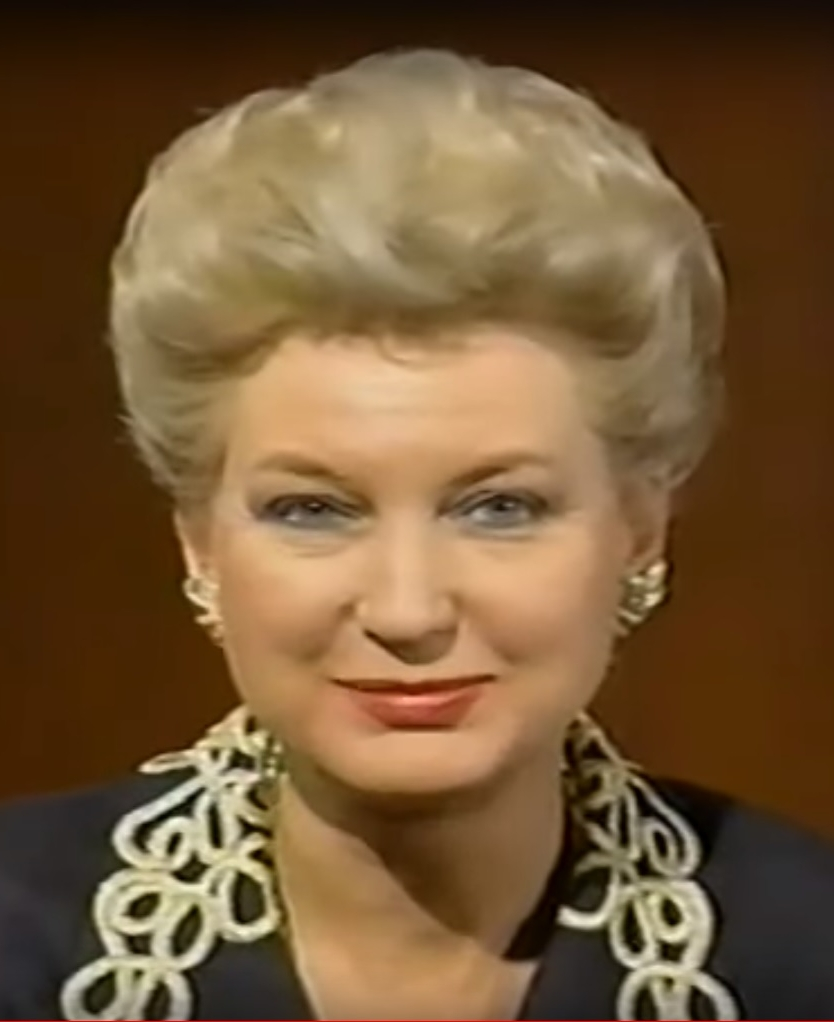
Maryanne Trump Barry (1992)

Maryanne Trump Barry (geborene Trump; * 5. April 1937 in New York City; † 13. November 2023 ebenda) war eine US-amerikanische Juristin. Sie war Richterin am Berufungsgericht des 3. Bundesgerichtskreises der USA und die ältere Schwester des aktuellen US-Präsidenten Donald Trump.

## Kindheit und Ausbildung
Sie wurde 1937 in New York als erstes Kind des Immobilienunternehmers Fred C. Trump (1905–1999) und der schottischen Fischerstochter Mary Anne MacLeod (1912–2000) geboren. Sie war die älteste von fünf Geschwistern, darunter der 45. US-Präsident Donald Trump.
Sie studierte zunächst Politikwissenschaften am Mount Holyoke College und erhielt dort 1958 den Bachelor of Arts. 1962 schloss sie ein Studium in Öffentlichem Recht und Verwaltungslehre mit einem Master of Arts an der Columbia University ab. 1974 erhielt sie an der Law School der Hofstra University den Juris Doctor. Vor ihrer Ernennung zum Richteramt war sie unter anderem bei der Staatsanwaltschaft in New Jersey tätig. Sie gehörte der Republikanischen Partei an.

## Richteramt
Präsident Ronald Reagan schlug sie 1983 als Richterin am United States District Court als Nachfolgerin von  Henry Curtis Meanor für den Bezirk von New Jersey vor. Sie wurde am 6. Oktober 1983 vom US-Senat bestätigt. Der New York Times zufolge hatte Donald Trump seinen damaligen Anwalt Roy Cohn veranlasst, Edwin Meese, der damals im Weißen Haus als Berater arbeitete, auf seine Schwester aufmerksam zu machen. Die Unterstützung durch ihren Bruder spielte laut Barry selbst durchaus eine Rolle.
1992 veröffentlichte sie ein Schulungsvideo für angehende Strafrichter. 1993 entschied sie im Falle Piscataway School Board v. Taxman – es ging um zwei am selben Tag eingestellte gleichqualifizierte Lehrerinnen, eine schwarz, eine weiß. Die Entscheidung, die Weiße aufgrund von Diversity zu entlassen, wurde von einer Regierungsbehörde angefochten. Barry bestätigte die Anfechtung. Die Hautfarbe könne bei freiwilligen Programmen zur Affirmative Action nur eine Rolle spielen, wenn es darum gehe, vergangene Diskriminierung auszugleichen oder wenn Minderheiten aktuell unterrepräsentiert seien, was nicht der Fall gewesen sei. Chief Justice Rehnquist empfahl Barry für den Vorsitz des Criminal Law Committee der Judicial Conference of the United States, den sie 1994 bis 1996 innehatte.
Präsident Bill Clinton schlug sie 1999 für das Berufungsgericht des 3. Bundesgerichtskreises vor. Im Vorfeld hatte Clinton Schwierigkeiten gehabt, seine Kandidaten im republikanisch dominierten Senat durchzusetzen. Senator Robert G. Torricelli empfahl ihm Barry. Bei der Debatte zu ihrer Kandidatur wurden im US-Kongress unter anderem ein Urteil im Interesse New Jerseys gegen Umweltverschmutzung durch die New Yorker Mülldeponie Fresh Kills Landfill angeführt, ebenso die vielbeachtete Entscheidung, den Versicherungsträger Blue Cross zur Übernahme der Kosten einer Knochenmarktransplantation bei einer jungen Frau zu verpflichten. Es wurde auch erwähnt, dass sie während ihrer Dienstzeit bei der Staatsanwaltschaft die höchstrangige Frau in einem solchen Amt in den Vereinigten Staaten gewesen war. Der Senat bestätigte Barry einstimmig, und im September 1999 trat sie ihr Amt als Nachfolgerin von H. Lee Sarokin an.
Im Jahr 2000 kritisierte sie ein Gesetz, das in New Jersey Abtreibungen in einem späten Schwangerschaftsstadium verbieten sollte, als schlecht formuliert und zu vage. Bei dem zugehörigen Fall (Planned Parenthood of Central New Jersey v. Farmer) formulierte sie das Mehrheitsvotum und brachte das Gesetz somit zu Fall.
Sie galt als durchsetzungsfähige Richterin. 1989 lehnte sie einen Kompromissvorschlag einer untergeordneten Instanz ab, was zur Verurteilung zweier Polizisten wegen Drogenhandel führte. Sie saß auch der Verurteilung von Louis Manna vor, einem einer Mordverschwörung gegen John Gotti angeklagten Mafiaboss der Genovese-Familie. 2011 erreichte Barry den sogenannten Seniorstatus. Dieser ermöglichte ihr (vgl. Emeritierung), nach wie vor Recht zu sprechen, der Sitz bei Gericht konnte aber neu besetzt werden. Ihre Nachfolgerin war Patty Shwartz. Am 11. Februar 2019 trat Barry vom Richteramt zurück. Es gab eine Untersuchung, ob sie zusammen mit ihren Geschwistern an einer Steuerhinterziehung beteiligt gewesen sei und dabei ihr Richteramt missbraucht habe. Die Untersuchung wurde abgeschlossen, ohne dass der Vorwurf bewiesen werden konnte.

## Öffentliche Rolle
Sandra Day O’Connor zeichnete sie mit einem nach O’Connor benannten Preis der Seton Hall University School of Law für Frauen in der US-Justiz aus.
Die katholische Privatuniversität Fairfield University verlieh ihr 2011 einen Ehrendoktor und erhielt 2016 von Barry eine Stiftung in Höhe von 4 Millionen US-Dollar für ein Zentrum für jesuitische Spiritualität. Die evangelische Presbyterianerin Barry war Pater von Arx, dem Präsidenten von Fairfield, verbunden. Sie hat die schottische Insel Lewis and Harris, von der ihre Mutter Mary Anne MacLeod Trump stammt, mehrmals besucht. 2015 spendete sie 210.000 Euro für ein Pflegeheim und ein Hospiz in Stornoway.
Barry galt als moderat-konservativ. Während der parteiinternen Vorwahl zur Präsidentschaftswahl 2016 hatte Donald Trump, auf die Nominierung von Richtern für den Supreme Court angesprochen, sich zunächst nicht festgelegt und scherzhaft als mögliche Kandidatin seine über 70-jährige Schwester genannt. Donald Trumps Vorwahlkonkurrenten Ted Cruz und Marco Rubio nahmen ihre liberale Haltung zu Schwangerschaftsabbrüchen (Pro-Choice) und ihre Nennung durch Trump zum Anlass, Donald Trumps Haltung zu diesem Thema zu hinterfragen. Cruz nannte Barry in dem Zusammenhang eine „Hardcore-Abtreibungsbefürworterin“ („hard-core pro-abortion liberal judge“).
In einem im Juli 2020 erschienenen Buch ihrer Nichte Mary L. Trump über Donald Trump wurde Maryanne Trump Barry bezüglich ihres Bruders zitiert (von der Buchautorin heimlich als Tondokument aufgenommen): His goddamned tweet and lying, oh my God […] It’s the phoniness and this cruelty. („Sein gottverdammter Tweet und Lügen, oh mein Gott … Es ist die Falschheit und diese Grausamkeit.“). Im Weiteren erklärte sie, dass ihr Bruder nur an der University of Pennsylvania aufgenommen worden sei, weil jemand an seiner Stelle die Aufnahmeprüfung absolviert habe.

## Persönliches
Barry war 1960 bis 1980 mit David Desmond, einem Offizier der United States Air Force, verheiratet. Aus der Ehe ging ein Sohn (* 1960) hervor, der als Psychologe arbeitet. 1982 heiratete sie John Joseph Barry, der ebenso wie sie Jurist in New Jersey war. Er starb im Jahr 2000.
Maryanne Trump Barry wohnte in Philadelphia und hatte ein Appartement in der Fifth Avenue in New York. Sie starb am 13. November 2023 im Alter von 86 Jahren.